# Cytosporella chamaeropis
Cytosporella chamaeropis är en svampart som beskrevs av Pass. 1888. Cytosporella chamaeropis ingår i släktet Cytosporella, divisionen sporsäcksvampar och riket svampar.   Inga underarter finns listade i Catalogue of Life.